# Uromastyx thomasi
Espèce
Statut de conservation UICN

 VU A2d : Vulnérable
Statut CITES
Uromastyx thomasi est une espèce de sauriens de la famille des Agamidae.

## Répartition
Cette espèce est endémique d'Oman.

## Étymologie
Cette espèce est nommée en l'honneur de Bertram Thomas (1892–1950).

## Publication originale
- Parker, 1930 : Three new reptiles from southern Arabia. Annals and Magazine of Natural History, sér. 10, vol. 6, p. 594-598.